# Heteropoda ruricola
Heteropoda ruricola este o specie de păianjeni din genul Heteropoda, familia Sparassidae, descrisă de Thorell, 1881. Conform Catalogue of Life specia Heteropoda ruricola nu are subspecii cunoscute.